# Alte Universität (Marburg)

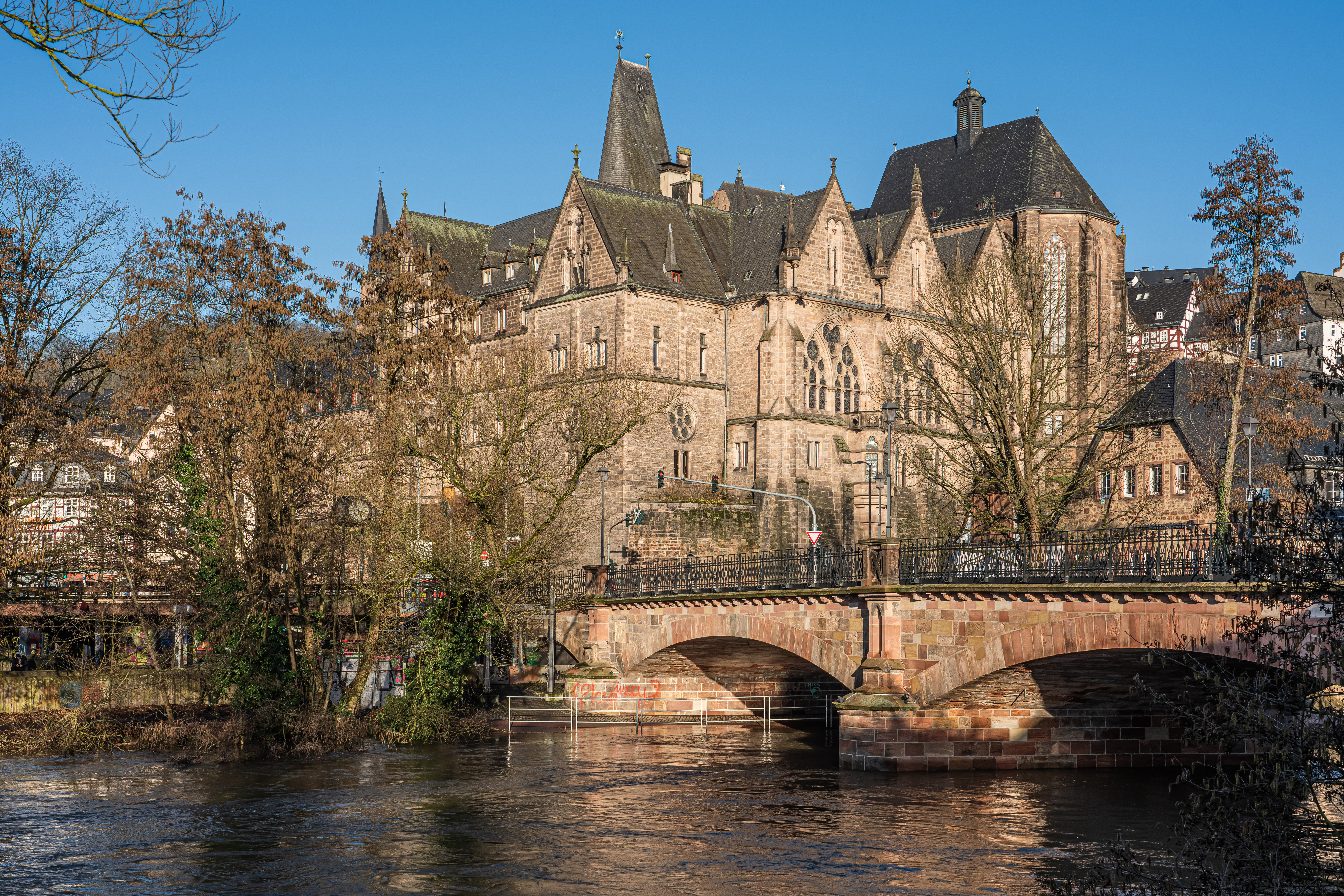
Alte Universität im Hintergrund der Weidenhäuser Brücke

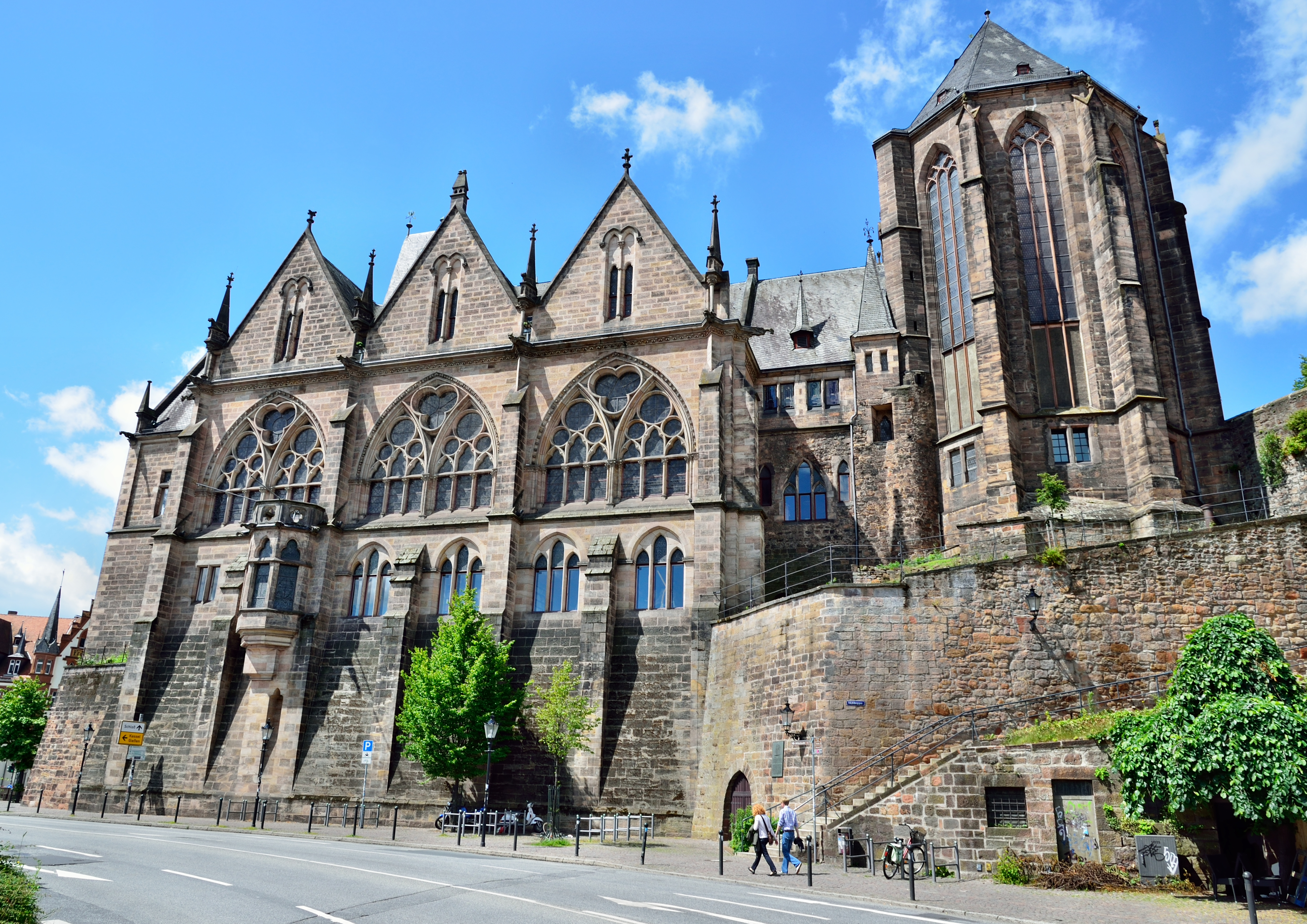
Alte Universität von Osten

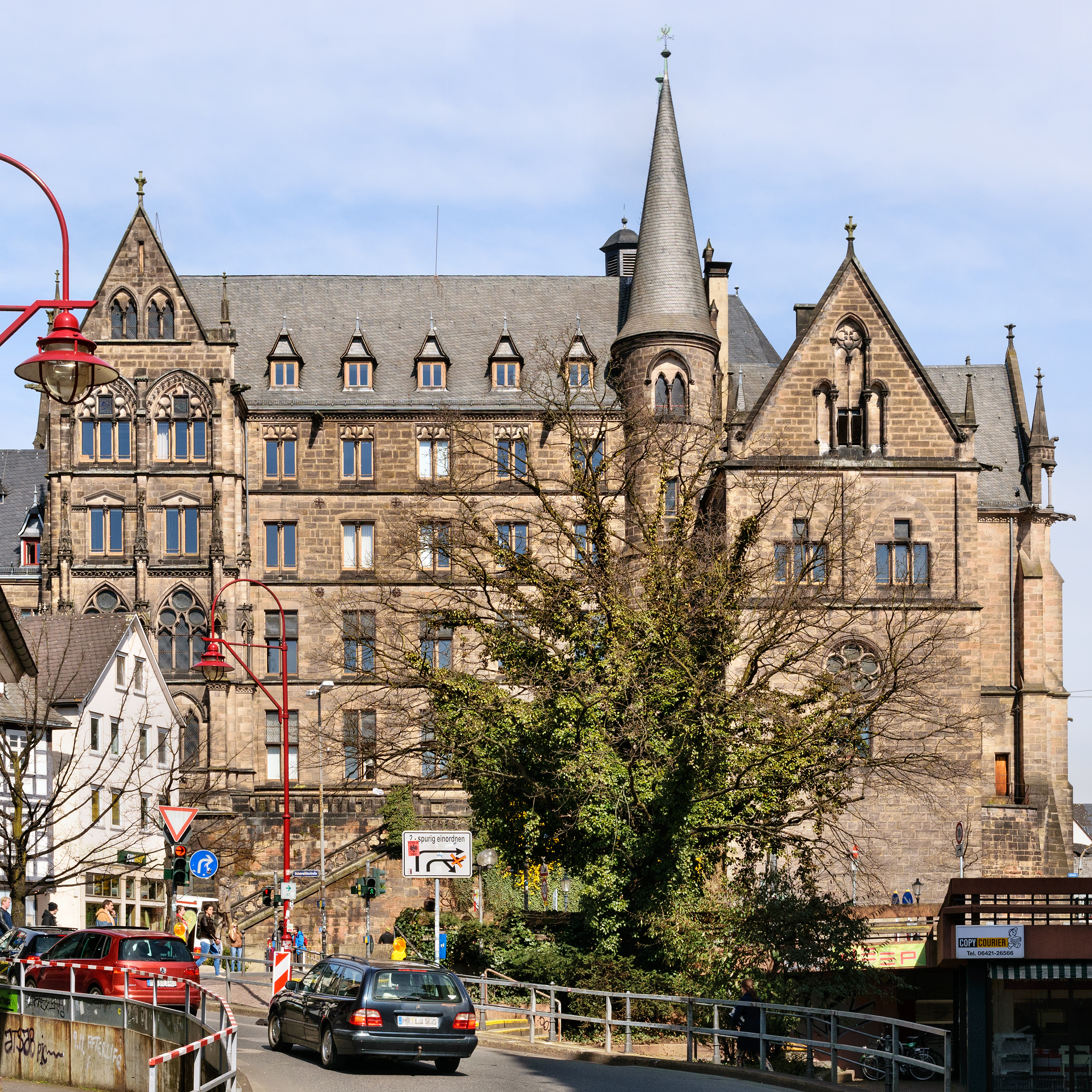
Alte Universität von Süden

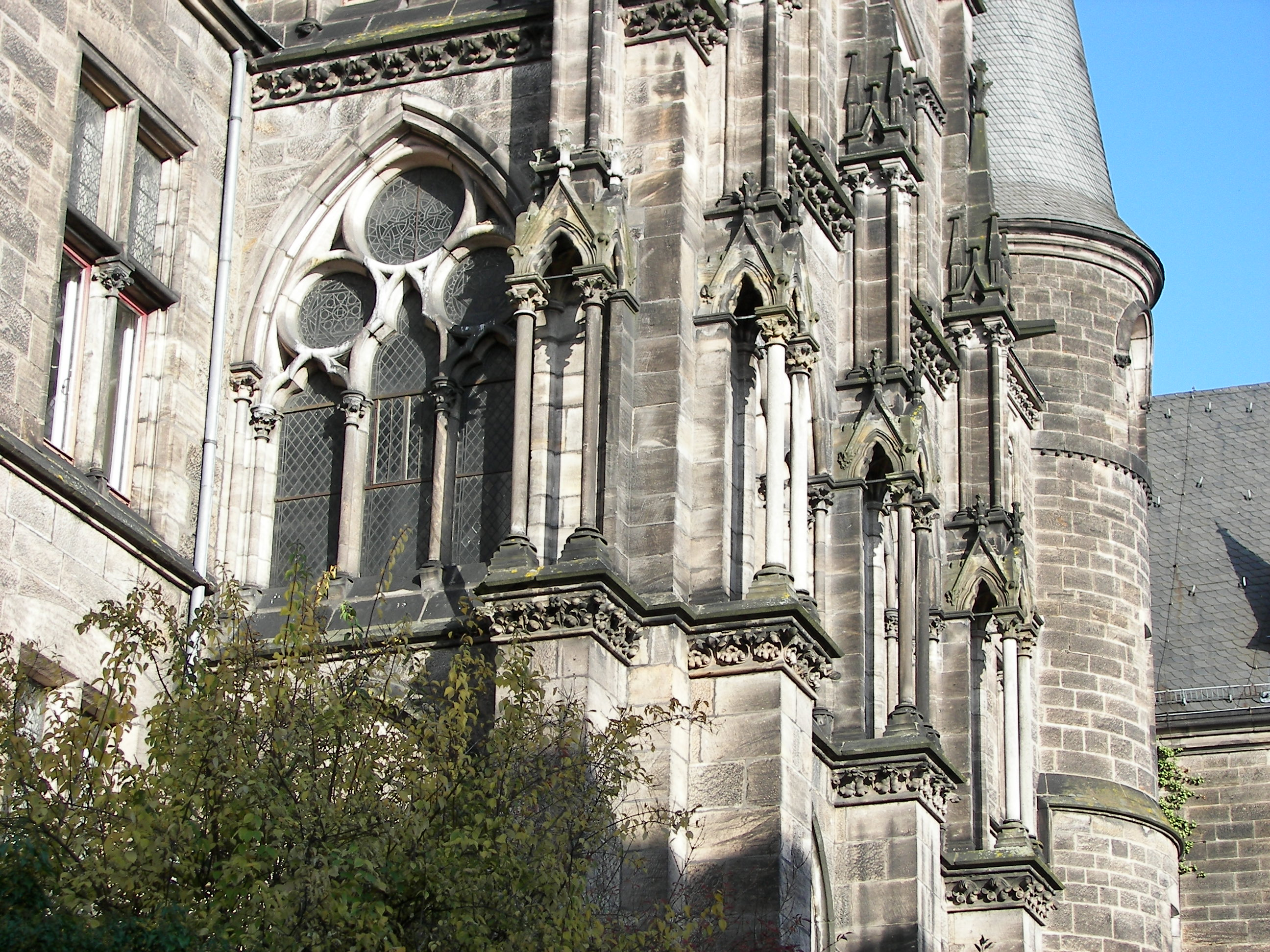
Alte Universität, Detail

Die Alte Universität in Marburg ist ein Profanbau der Philipps-Universität Marburg im neogotischen Stil. Sie wurde in zwei Bauabschnitten 1873–1879 und 1887–1891 nach Plänen des Universitätsbaumeisters Carl Schäfer errichtet. Der Bau schließt unmittelbar an die ehemalige Dominikanerkirche, die heutige Universitätskirche, an. Die Alte Universität ist heute Sitz des Fachbereichs Evangelische Theologie und gilt als ein bedeutendes Bauwerk der deutschen Neogotik.

## Geschichte

### Vorgeschichte (Dominikanerkloster)
Die Vorgeschichte der Alten Universität reicht bis in die letzten Jahre des 13. Jahrhunderts zurück. Landgraf Heinrich I. stellte dem Predigerorden der Dominikaner ein Grundstück am südöstlichen Rand der Stadt zur Verfügung. Um 1320 war der hoch aufragende Chor der Klosterkirche vollendet. Das Kloster wurde nach der Säkularisierung 1527 Hauptgebäude der neu gegründeten Philipps-Universität und bot Raum für Verwaltung, Senat und Unterrichtsräume (Collegium Lani).
Die Klosterkirche wurde im Laufe der Jahrhunderte mehrfach umgenutzt: als Begräbniskirche für Professoren, von 1579 bis 1653 als Kornspeicher – wovon die vermauerten Lüftungsluken über dem Westportal zeugen – und ab 1658 als reformierte Universitäts- und Garnisonskirche.
Anlässlich der 400-Jahr-Feier der Universität 1927 wurde das Innere umfassend restauriert. Besonders bemerkenswert ist der Lettner mit seiner expressionistischen Brüstung.
Das übrige Klostergebäude verfiel zunehmend, 1846 stürzte eine Stützmauer mitsamt Teilen des Küchenbaus ein. Der Abriss begann 1873; die Klosterkirche und ihre Sakristei blieben erhalten und wurden in den Neubau integriert.

### Planung und Bau
Nach der Annexion Kurhessens durch Preußen 1866 setzte ein Ausbau der Marburger Universität ein. Ein repräsentatives Hauptgebäude fehlte bis dahin, weshalb 1872/73 der Neubau beschlossen wurde. Mit der Planung wurde der Universitätsbaumeister Carl Schäfer betraut, ein führender Vertreter der Neogotik.
Die Architektur sollte zwei Ziele verbinden: die funktionalen Anforderungen an ein modernes Universitätsgebäude und die Rückbindung an die mittelalterliche Stadtgestalt mit Schloss und Elisabethkirche. Schäfer setzte auf neugotische Formen, was eine vermeintliche Traditionslinie von der Reformation über die Universitätsgründung bis in die preußische Gegenwart sichtbar machen sollte.
Die Baugeschichte gliederte sich in zwei Abschnitte:
- 1873–1879: Westflügel mit Seminar- und Auditorientrakt, Verwaltung und Rektorat; im Obergeschoss eine Kastellanwohnung und der Universitätskarzer. Die feierliche Einweihung fand vom 28. bis 30. Mai 1879 im Beisein des preußischen Kultusministers Adalbert Falk statt.[11]
- 1887–1891: Aulatrakt mit Senats- und Promotionssaal sowie weiteren Hörsälen. Die Einweihung war am 26. Juni 1891, der Innenausbau der Aula wurde 1903 abgeschlossen.[12]

### Nutzungsgeschichte
Das Gebäude diente zunächst den Juristen, Theologen und Philologen. Die Aula wurde zu einem zentralen Repräsentationsraum der Universität. Am 17. Juni 1934 hielt Franz von Papen hier seine regimekritische Marburger Rede. Am 21. August 1951 sprach Gottfried Benn über „Probleme der Lyrik“.
Nach 1945 wurde das Gebäude kurzzeitig von amerikanischen Besatzungstruppen genutzt. Zwischen 1964 und 1967 erfolgte eine umfassende Umgestaltung für die Evangelisch-Theologische Fakultät: Innenhof und Garten wurden umgebaut, Dachräume zu Arbeitsräumen ausgebaut, das historistische Gestühl der Aula entfernt und eine neue Erschließung geschaffen.
Ende der 1980er Jahre mussten wegen Bauschäden die Decke der Aula mit Leimbindern gesichert und eine neue Klimaanlage eingebaut werden.

## Architektur

### Allgemeines
Die Alte Universität gilt als Musterbeispiel der deutschen Neogotik. Schäfer verwendete überwiegend weißen Wehrdaer Sandstein, dessen helle Farbe den Baukörper von der dunkleren Altstadt absetzt. Die Lage am Lahntor verleiht dem Bau eine monumentale Wirkung; zur Weidenhäuser Brücke hin bildet er einen Kontrapunkt zu Schloss und Alter Kanzlei.
Die Fassaden sind durch Spitzgiebel, Maßwerkfenster und Strebepfeiler gegliedert. Reiches Dekor – u. a. Wasserspeier, Baldachine und figürliche Bauplastik – überzieht das Gebäude.
Schlusssteine der Gewölbe tragen die Wappen deutscher Universitätsstädte.
Eine auffällige Dachfigur in Form eines Hundes an der Nordwestecke wurde von damaligen Studenten als Anspielung auf die Dominikaner („Domini canes“) gedeutet: Domini canes Evangelium latrantes per totum orbem („Die Hunde des Herrn bellen der ganzen Welt das Evangelium“).
Schäfer griff bei der Gestaltung der Innenräume auf gotische Formensprache zurück: Kapitelle und Kämpfer im Kreuzgang zeigen vielfältige Blattvarianten, die bewusst an die Tradition des Vorgängerklosters anknüpfen.

### Erschließung
Der ursprüngliche Haupteingang lag am Lahntor und war über eine monumentale Treppenanlage erreichbar. Diese führte in den Kreuzgang, der den zentralen Erschließungsraum bildete. Seit dem Umbau der 1960er Jahre wird das Gebäude über einen höhergelegenen Eingang erschlossen.

### Aula

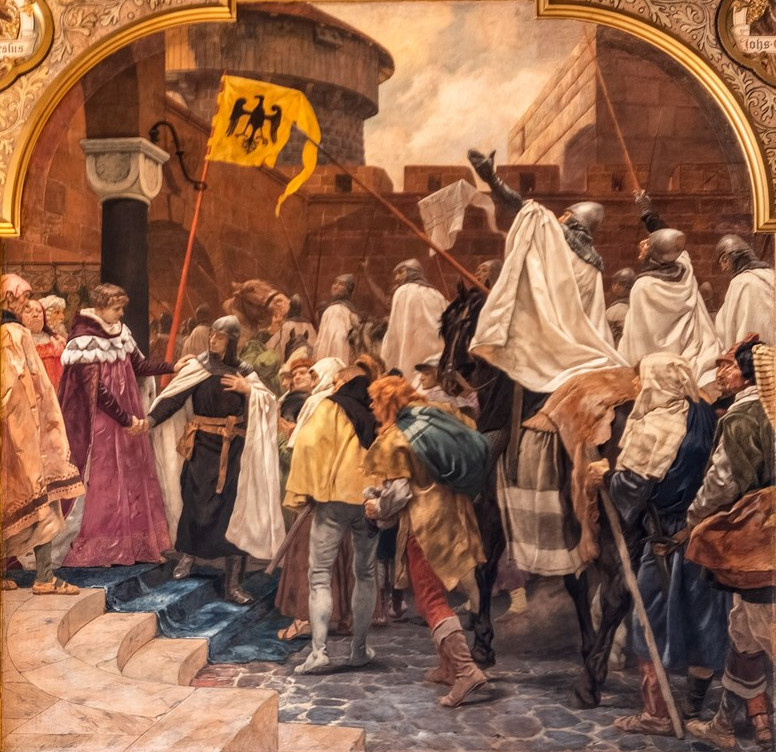
Wandgemälde von Peter Janssen in der Aula

Die Aula ist 27 m lang, 14 m breit und 8,5 m hoch. Die Decke entwarf der Frankfurter Architekt Alexander Linnemann, eine freitragende Holzkonstruktion mit reicher Bemalung. Die Ausstattung umfasst Kronleuchter, Eichenholzgestühl und eine Wandtäfelung.
Die Aula verfügt auch über eine Orgel. Ursprünglich flankierten Gemälde der Hohenzollern-Kaiser Wilhelm I. und Friedrich III. an der Südwand das Bild des Universitätsstifters Philipp des Großmütigen.
Das Bildprogramm schuf der Düsseldorfer Maler Johann Peter Theodor Janssen (1903). Sieben Wandbilder verbinden die Geschichte Hessens mit der der Universität – von der hl. Elisabeth bis zum Marburger Religionsgespräch 1529. Hinzu kommen Medaillons bedeutender Gelehrter.
Das Bildprogramm wurde zudem durch einen Sagenzyklus „Otto der Schütz“ in den Zwickeln der großen Fenster ergänzt. Neben den Medaillons bedeutender Gelehrter zeigt eines auch den Landgrafen Wilhelm VI., der die Universität 1653 neu begründete.
Die Bleiglasfenster lassen nur gedämpftes Tageslicht in den Raum und verstärken die festliche Atmosphäre. Zeitgenossen lobten die Aula als einen der prächtigsten Universitätsräume des Deutschen Reichs.

### Universitätskarzer

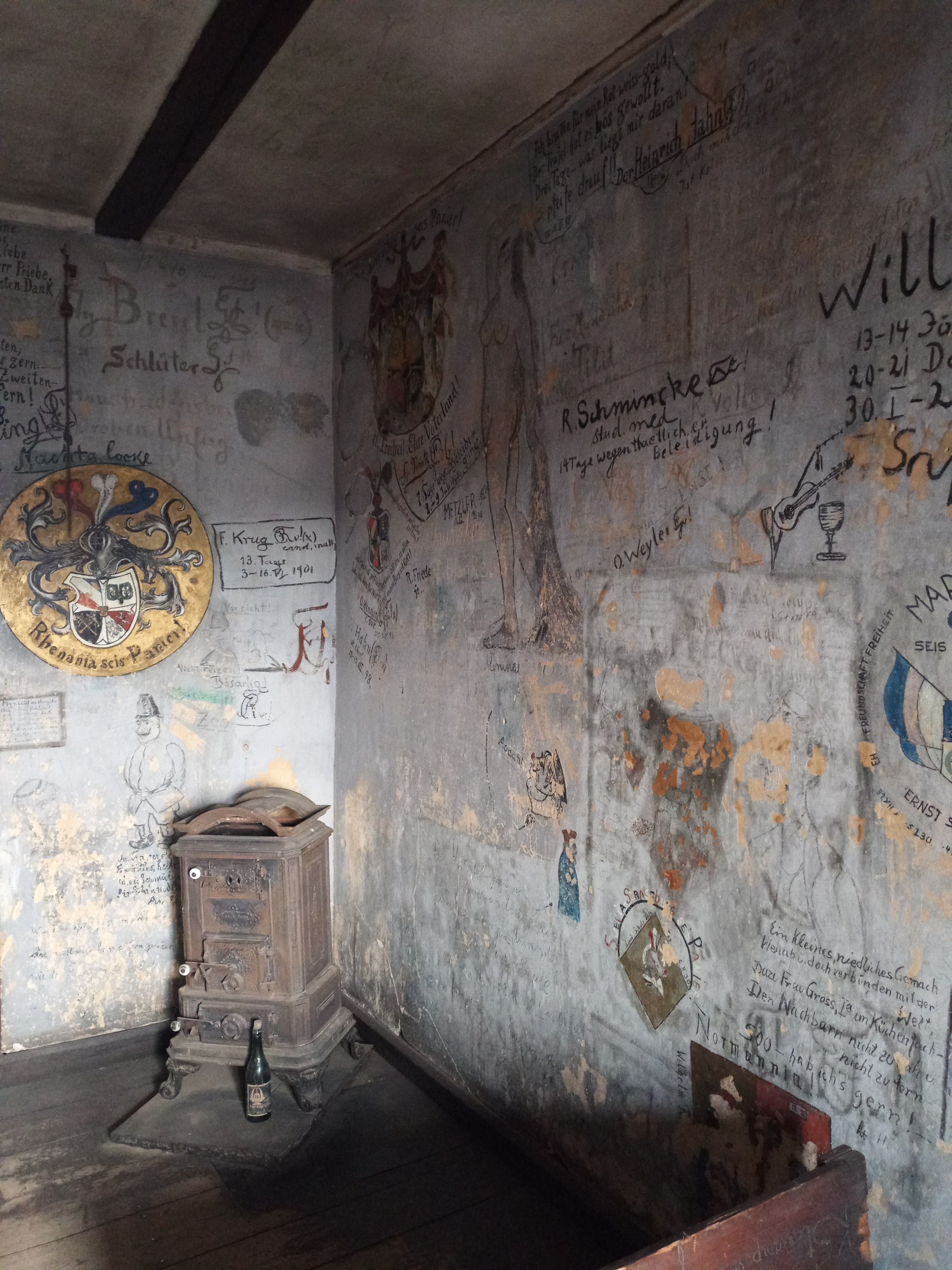
Blick in eine Karzerzelle

Im Obergeschoss des Westflügels befindet sich ein museal erhaltener Karzer mit Wandinschriften und Zeichnungen aus dem 19. und frühen 20. Jahrhundert. Er war von 1879 bis 1931 in Benutzung und diente der Vollstreckung universitärer Disziplinarstrafen.

### Kunst im Außenraum
Im Innenhof und an den Fassaden erinnern Denkmäler an Persönlichkeiten wie Rudolf Bultmann, Karl vom und zum Stein, Michail Lomonossow und Philipp der Großmütige.
Eine von zwei norwegischen Verehrern gestiftete Bronzebüste erinnert seit 1996 an Bultmann; Bildhauer war Hugo Frank Wathne.
Die Bronzebüste des Reichsfreiherrn Karl vom und zum Stein stammt von Jacob Hübel und wurde 1931 von der preußischen Staatsregierung anlässlich des 100. Todestages gestiftet.
1901 fertigte Peter Joseph Schöneseiffer eine Statue von Landgraf Philipp dem Großmütigen, die an der Fassade angebracht ist.
Eine Bronzetafel erinnert an den jüdischen Philosophen Hermann Cohen, Begründer der Marburger Schule des Neukantianismus, deren Schüler u. a. Ernst Cassirer, José Ortega y Gasset und Boris Pasternak waren.
1968 wurde ein moderner Brunnen von Dieter Waldemar Paffrath aufgestellt, eine flache Bronzeschale mit sternförmigen Rillen auf Betonsockel.
An der Stützmauer neben der Mühltreppe erinnert zudem eine Gedenktafel an den Mathematiker und Erfinder Denis Papin, der zwischen 1696 und 1707 in Marburg wirkte.

## Heutige Nutzung
Die Alte Universität beherbergt heute den Fachbereich Evangelische Theologie. Die Aula wird regelmäßig für akademische Feierlichkeiten, Vorträge und Konzerte genutzt. Sie gilt als einer der bedeutendsten Fest- und Repräsentationsräume deutscher Universitäten.